# 51-ша гвардійська мотострілецька дивізія (СРСР, ІІ формування)
51-ша гвардійська мотострілецька Харківсько-Празька ордена Леніна двічі Червонопрапорна орденів Суворова і Кутузова дивізія (51 гв. МСД, в/ч 48331) — військове з'єднання мотострілецьких військ Радянської армії, що існувало у 1957—1992 роках. Створена 4 червня 1957 року, як 15-та гвардійська мотострілецька дивізія на основі 15-ї гвардійської стрілецької дивізії у місті Володимир-Волинський, Волинська область. Дивізія відносилась до кадрованих, тому була укомплектована особовим складом і технікою на 15% (2000 осіб) від штатної чисельності. Від 11 січня 1965 року вона була перейменована на 51-шу гвардійську мотострілецьку дивізію. У січні 1992 року перейшла під юрисдикцію України, де була перетворена на 51-шу механізовану дивізію, а згодом — на 51-шу окрему механізовану бригаду.

## Історія
Наприкінці 1947 року 15-та стрілецька дивізія була передислокована з Австрії у міста Володимир-Волинський та Любомль. У повоєнні роки воїни з'єднання розміновували Волинську землю, допомагали цивільному населенню відбудовувати післявоєнне господарство, збирати врожай, залучалися до будівництва поливних систем на Кубані й у Криму.
Створена 4 червня 1957 року, як 15-та гвардійська мотострілецька дивізія на основі 15-ї гвардійської стрілецької дивізії у місті Володимир-Волинський, Волинська область.
У вересні 1965 року Наказом Міністра оборони Радянського Союзу в пам'ять про 51-шу стрілецьку дивізію, яка стійко прийняла перші удари Німецько-радянської війни, 15-й стрілецькій дивізії передано номер «51» і почесне найменування «Перекопська».
Реорганізація 19 лютого 1962:
- створено 84-й окремий ремонтно-відновлювальний батальйон
- створено 000 окремий ракетний дивізіон

Від 11 січня 1965 року перейменована на 51-шу мотострілецьку дивізію.
У 1968 році 11-й окремий гвардійський саперний батальйон було перейменовано на 11-й окремий гвардійський інженерно-саперний батальйон.
У 1972 році 000 окрема рота хімічного захисту була розгорнута в 45-й окремий батальйон хімічного захисту.
Реорганізація 15 листопада 1972:
- створено 1285-й окремий протитанковий артилерійський дивізіон
- створено 00 окремий реактивний артилерійський дивізіон - включений до складу артилерійського полку у травні 1980

У 1980 році 000 окремий моторизований транспортний батальйон було перейменовано на 309-й окремий батальйон матеріального забезпечення.
У вересні 1988 року 000 окремий ракетний дивізіон було передано до складу нової 461-ї ракетної бригади.
19 січня 1992 року особовий склад дивізії склав присягу на вірність українському народові. Дивізія перейшла під юрисдикцію України й була перетворена на 51-шу механізовану дивізію, а згодом перетворена на 51-шу окрему механізовану бригаду.

## Структура
Протягом історії з'єднання його стурктура та склад неодноразово змінювались.

### 1960
- 44-й гвардійський мотострілецький полк (Володимир-Волинський, Волинська область)
- 47-й гвардійський мотострілецький полк (Володимир-Волинський, Волинська область)
- 50-й гвардійський мотострілецький полк (Володимир-Волинський, Волинська область)
- 170-й танковий полк (Володимир-Волинський, Волинська область)
- 43-й гвардійський артилерійський полк (Володимир-Волинський, Волинська область)
- 59-й зенітний артилерійський полк (Володимир-Волинський, Волинська область)
- 21-й окремий розвідувальний батальйон (Володимир-Волинський, Волинська область)
- 11-й окремий гвардійський саперний батальйон (Володимир-Волинський, Волинська область)
- 25-й окремий гвардійський батальйон зв'язку (Володимир-Волинський, Волинська область)
- 000 окрема рота хімічного захисту (Володимир-Волинський, Волинська область)
- 143-й окремий санітарно-медичний батальйон (Володимир-Волинський, Волинська область)
- 000 окремий моторизований транспортний батальйон (Володимир-Волинський, Волинська область)

### 1970
- 44-й гвардійський мотострілецький полк (Володимир-Волинський, Волинська область)
- 47-й гвардійський мотострілецький полк (Володимир-Волинський, Волинська область)
- 50-й гвардійський мотострілецький полк (Володимир-Волинський, Волинська область)
- 170-й танковий полк (Володимир-Волинський, Волинська область)
- 43-й гвардійський артилерійський полк (Володимир-Волинський, Волинська область)
- 59-й зенітний артилерійський полк (Володимир-Волинський, Волинська область)
- 000 окремий ракетний дивізіон (Володимир-Волинський, Волинська область)
- 21-й окремий розвідувальний батальйон (Володимир-Волинський, Волинська область)
- 11-й окремий гвардійський інженерно-саперний батальйон (Володимир-Волинський, Волинська область)
- 25-й окремий гвардійський батальйон зв'язку (Володимир-Волинський, Волинська область)
- 000 окрема рота хімічного захисту (Володимир-Волинський, Волинська область)
- 84-й окремий ремонтно-відновлювальний батальйон (Володимир-Волинський, Волинська область)
- 143-й окремий санітарно-медичний батальйон (Володимир-Волинський, Волинська область)
- 000 окремий моторизований транспортний батальйон (Володимир-Волинський, Волинська область)

### 1980
- 44-й гвардійський мотострілецький полк (Володимир-Волинський, Волинська область)
- 47-й гвардійський мотострілецький полк (Володимир-Волинський, Волинська область)
- 50-й гвардійський мотострілецький полк (Володимир-Волинський, Волинська область)
- 170-й танковий полк (Володимир-Волинський, Волинська область)
- 43-й гвардійський артилерійський полк (Володимир-Волинський, Волинська область)
- 59-й зенітний ракетний полк (Володимир-Волинський, Волинська область)
- 000 окремий ракетний дивізіон (Володимир-Волинський, Волинська область)
- 1285-й окремий протитанковий артилерійський дивізіон (Володимир-Волинський, Волинська область)
- 21-й окремий розвідувальний батальйон (Володимир-Волинський, Волинська область)
- 11-й окремий гвардійський інженерно-саперний батальйон (Володимир-Волинський, Волинська область)
- 25-й окремий гвардійський батальйон зв'язку (Володимир-Волинський, Волинська область)
- 45-й окремий батальйон хімічного захисту (Володимир-Волинський, Волинська область)
- 84-й окремий ремонтно-відновлювальний батальйон (Володимир-Волинський, Волинська область)
- 143-й окремий медичний батальйон (Володимир-Волинський, Волинська область)
- 309-й окремий батальйон матеріального забезпечення (Володимир-Волинський, Волинська область)

### 1988
- 44-й гвардійський мотострілецький полк (Володимир-Волинський, Волинська область)
- 47-й гвардійський мотострілецький полк (Володимир-Волинський, Волинська область)
- 50-й гвардійський мотострілецький полк (Володимир-Волинський, Волинська область)
- 170-й танковий полк (Володимир-Волинський, Волинська область)
- 43-й гвардійський артилерійський полк (Володимир-Волинський, Волинська область)
- 59-й зенітний ракетний полк (Володимир-Волинський, Волинська область)
- 000 окремий ракетний дивізіон (Володимир-Волинський, Волинська область)
- 1285-й окремий протитанковий артилерійський дивізіон (Володимир-Волинський, Волинська область)
- 21-й окремий розвідувальний батальйон (Володимир-Волинський, Волинська область)
- 11-й окремий гвардійський інженерно-саперний батальйон (Володимир-Волинський, Волинська область)
- 25-й окремий гвардійський батальйон зв'язку (Володимир-Волинський, Волинська область)
- 45-й окремий батальйон хімічного захисту (Володимир-Волинський, Волинська область)
- 84-й окремий ремонтно-відновлювальний батальйон (Володимир-Волинський, Волинська область)
- 143-й окремий медичний батальйон (Володимир-Волинський, Волинська область)
- 309-й окремий батальйон матеріального забезпечення (Володимир-Волинський, Волинська область)

## Розташування
- Штаб (Володимир-Волинський): 50 52 06N, 24 19 48E
- Володимир-Волинські казарми: 50 52 08N, 24 19 39E - значна територія

## Оснащення
Оснащення на 19.11.90 (за умовами УЗЗСЄ):
- Управління (шатб): 1 Р-145БМ та 1 Р-156БТР
- 44-й гвардійський мотострілецький полк: 31 Т-72, 11 БМП-1, 1 БТР-70, 12 ПМ-38, 2 БМП-1КШ, 1 ПРП-4, 4 Р-145БМ, 3 РХМ та 3 БРЕМ-4
- 47-й гвардійський мотострілецький полк: 31 Т-72, 108 БТР-70, 6 БТР-60, 3 БМП-1, 2 БРМ-1К, 12 2С12 «Сані», 1 ПРП-4, 4 Р-145БМ, 1 ПУ-12 та 1 МТУ
- 50-й гвардійський мотострілецький полк: 30 Т-72, 3 БМП-1, 2 БРМ-1К, 2 122-мм Д-30, 12 2С12 «Сані», 1 ПРП-3, 2 Р-145БМ та 1 ПУ-12
- 170-й танковий полк: 94 Т-72, 11 БМП-1, 2 БРМ-1К, 2 БТР-60, 1 ПРП-3, 3 РХМ, 3 Р-145БМ та 3 МТУ-20
- 43-й гвардійський артилерійський полк: 5 2С1 «Гвоздика», 10 2С3 «Акація», 14 БМ-21 «Град», 1 ПРП-3, 1 ПРП-4, 6 1В18 та 2 1В19
- 59-й зенітний ракетний полк: ЗРК «Оса» (SA-8), 5 ПУ-12 та 1 Р-156БТР
- 1285-й окремий протитанковий артилерійський дивізіон: 19 МТ-ЛБТ
- 21-й окремий розвідувальний батальйон: 9 БМП-1, 7 БРМ-1К, 6 БТР-70, 1 Р-145БМ та 1 Р-156БТР
- 25-й окремий гвардійський батальйон зв'язку: 6 Р-145БМ та 2 Р-137Б
- 11-й окремий гвардійський інженерно-саперний батальйон: 3 УР-67